# Stemma di Curaçao
Lo stemma di Curaçao è l'emblema identificativo dell'isola di Curaçao, una delle quattro nazioni costitutive che formano il Regno dei Paesi Bassi.

## Caratteristiche
Lo stemma di Curaçao è sovrastato da una corona, che sottolinea il legame con la famiglia reale olandese. Sul lato sinistro dell'emblema è presente una barca a vela, rappresentante il commercio (di fondamentale importanza per la storia dell'isola, soprattutto durante la disumana tratta degli schiavi). Al centro vi è lo stemma di Amsterdam, che esprime il legame commerciale con la capitale olandese. Sul lato destro si trova un albero di Laraha, pianta autoctona dell'isola.